# Peter Kingsley
Peter Kingsley (* 1953) ist ein britischer Philosophiehistoriker und Mystiker.
Kingsley besucht die Highgate School im Norden Londons bis 1971. Er erwarb seinen B.A. 1975 an der University of Lancaster. Nach einem M.A. am King’s College Cambridge wurde er an der University of London zum PhD promoviert. Anschließend war er Fellow des Warburg Institute, London. Er war inzwischen Honorary Professor an der Simon Fraser University in Kanada sowie an der University of New Mexico und hat eine reiche Vortragstätigkeit in Nordamerika entfaltet.
In seinen akademischen Veröffentlichungen hat Kingsley versucht nachzuweisen, dass die griechischen Philosophen Parmenides und Empedokles, die traditionell allein als Vertreter eines rationalen Ansatzes gesehen werden, einer weiter ausgreifenden mystischen Tradition der Griechen zuzuordnen sind. Darüber hinaus beschäftigt Kingsley sich seither auch mit mystischen Traditionen anderer Provenienz.

## Schriften (Auswahl)
Bücher
- A Book of Life. Catafalque Press, London 2021.
- Catafalque: Carl Jung and the End of Humanity. 2 Bände, Catafalque Press, London 2018.
- A Story Waiting to Pierce You: Mongolia, Tibet and the Destiny of the Western World. Golden Sufi Center Publishing, Point Reyes, CA 2010.
- Reality. Golden Sufi Center, Inverness, CA 2003; 2. Auflage Catafalque Press, London 2020.
- In the Dark Places of Wisdom. Golden Sufi Center Publishing, Point Reyes, CA 1999
- Ancient Philosophy, Mystery and Magic. Empedocles and Pythagorean Tradition. Oxford University Press, Oxford 1995. – Rezension von John Bussanich, Bryn Mawr Classical Review 1997.10.19

Artikel
- Empedocles for the New Millennium. In: Ancient Philosophy 22 (Pittsburgh, 2002), 333–413.
- An Introduction to the Hermetica: The Asclepius and Ancient Esoteric Tradition. In: R. van den Broek, C. van Heertum (Hrsg.), From Poimandres to Jacob Boehme. In de Pelikaan, Amsterdam 2000, 18–40.
- Meetings with Magi: Iranian Themes among the Greeks, from Xanthus of Lydia to Plato’s Academy. In: Journal of the Royal Asiatic Society, Third Series, 5 (London, 1995), 173–209.
- From Pythagoras to the Turba philosophorum: Egypt and Pythagorean Tradition. In: Journal of the Warburg and Courtauld Institutes 57 (London, 1994), 1–13.
- Empedocles’ Sun. In: Classical Quarterly 44 (Oxford, 1994), 316–324.
- Greeks, Shamans and Magi. In: Studia Iranica 23 (Paris, 1994), 187–198.
- Empedocles and his Interpreters: The Four-Element Doxography. In: Phronesis 39 (Assen, 1994), 235–254.
- Poimandres: The Etymology of the Name and the Origins of the Hermetica. In: Journal of the Warburg and Courtauld Institutes 56 (London, 1993), 1–24. Erweiterter und aktualisierter Nachdruck in: R. van den Broek, C. van Heertum (Hrsg.), From Poimandres to Jacob Boehme. In de Pelikaan, Amsterdam 2000, 42–76.
- The Greek Origin of the Sixth-Century Dating of Zoroaster. In: Bulletin of the School of Oriental and African Studies 53 (London, 1990) 245–265.